# TSR (program)
A TSR (kibontva: Terminate and Stay Resident) egy DOS program, amely lefutása után a memóriában marad, így kódja kívülről hívható, illetve futási állapotát megőrzi. A TSR kilépés előtt ráfűzi magát egy megszakításvektorra, aminek aktiválása aktiválja a TSR-t magát.
Pl.: az időzítő megszakítás hatására a TSR rendszeres időközönként lefut.
A TSR technika hasznosnak bizonyult a DOS, mint egyfeladatos operációs rendszer számos hiányosságának enyhítésére. Segítségével különféle periféria hardver-illesztőprogramok, kisebb segédprogramok, mint súgók, illetve vírusok készültek.